# Tsutomu Seki
Tsutomu Seki (関 勉 Seki Tsutomu, n. 3 noiembrie 1930, Kochi, Japonia) este un astronom japonez și un descoperitor de planete minore și comete.

## Carieră
Tsutomu Seki este directorul Observatorului Geisei din Kōchi și responsabil cu Secția Comete a Asociației Astronomice Orientale. Între anii 1961 și 1970, a descoperit șase comete, inclusiv cometa C/1965 S1 (Ikeya-Seki), care a fost descoperită și de către Kaoru Ikeya.
De asemenea, a descoperit mulți asteroizi, cum ar fi 13553 Masaakikoyama și (5209) 1989 CW1, un asteroid Amor de pe Pământ și un troian Jupiter. Multe dintre descoperirile sale sunt numite după locuri celebre din Kōchi, cum ar fi Harimaya-bashi, Ryōma (după Sakamoto Ryōma), plaja Katsurahama și Kagami-gawa. 

## Premii și onoruri
Asteroidul 3426 Seki, descoperit de către Karl Reinmuth la Observatorul Königstuhl în anul 1932, a fost numit în onoarea sa. Citația oficială de numire a fost publicată de Minor Planet Center la 16 decembrie 1986 (M.P.C. 11443).

## Lista planetelor minore descoperite de către Tsutomu Seki
| 2396 Kochi           | 9 februarie 1981   | în listă |
| 2571 Geisei          | 23 octombrie 1981  | în listă |
| 2582 Harimaya-Bashi  | 26 septembrie 1981 | în listă |
| 2621 Goto            | 9 februarie 1981   | în listă |
| 2835 Ryoma           | 20 noiembrie 1982  | în listă |
| 2880 Nihondaira      | 8 februarie 1983   | în listă |
| 2961 Katsurahama     | 7 decembrie 1982   | în listă |
| 3150 Tosa            | 11 februarie 1983  | în listă |
| 3182 Shimanto        | 27 noiembrie 1984  | în listă |
| 3262 Miune           | 28 noiembrie 1983  | în listă |
| 3431 Nakano          | 24 august 1984     | în listă |
| 3785 Kitami          | 30 noiembrie 1986  | în listă |
| 3822 Segovia         | 21 februarie 1988  | în listă |
| 3851 Alhambra        | 30 octombrie 1986  | în listă |
| 3914 Kotogahama      | 16 septembrie 1987 | în listă |
| 3935 Toatenmongakkai | 14 august 1987     | în listă |
| 4039 Souseki         | 17 septembrie 1987 | în listă |
| 4095 Ișizucisan      | 16 septembrie 1987 | în listă |
| 4097 Tsurugisan      | 18 noiembrie 1987  | în listă |
| 4101 Ruikou          | 8 februarie 1988   | în listă |
| 4223 Shikoku         | 7 mai 1988         | în listă |
| 4256 Kagamigawa      | 3 octombrie 1986   | în listă |
| 4290 Heisei          | 30 octombrie 1989  | în listă |
| 4399 Ashizuri        | 21 octombrie 1984  | în listă |
| 4411 Kochibunkyo     | 3 ianuarie 1990    | în listă |

| 4439 Muroto        | 2 noiembrie 1984   | în listă |
| 4441 Toshie        | 26 ianuarie 1985   | în listă |
| 4496 Kamimachi     | 9 decembrie 1988   | în listă |
| 4498 Shinkoyama    | 5 ianuarie 1989    | în listă |
| 4505 Okamura       | 20 februarie 1990  | în listă |
| 4578 Kurashiki     | 7 decembrie 1988   | în listă |
| 4606 Saheki        | 27 octombrie 1987  | în listă |
| 4639 Minox         | 5 martie 1989      | în listă |
| 4670 Yoshinogawa   | 19 decembrie 1987  | în listă |
| 4675 Ohboke        | 19 septembrie 1990 | în listă |
| 4841 Manjiro       | 28 octombrie 1989  | în listă |
| 4865 Sor           | 18 octombrie 1988  | în listă |
| 5058 Tarrega       | 28 iulie 1987      | în listă |
| 5113 Kohno         | 19 ianuarie 1988   | în listă |
| 5124 Muraoka       | 4 februarie 1989   | în listă |
| 5141 Tachibana     | 16 decembrie 1990  | în listă |
| 5179 Takeshima     | 1 martie 1989      | în listă |
| (5209) 1989 CW1    | 13 februarie 1989  | în listă |
| 5815 Shinsengumi   | 3 ianuarie 1989    | în listă |
| 5823 Oryo          | 20 decembrie 1989  | în listă |
| 5824 Inagaki       | 24 decembrie 1989  | în listă |
| 5862 Sakanoue      | 13 ianuarie 1983   | în listă |
| 5915 Yoshihiro     | 9 martie 1991      | în listă |
| 5962 Shikokutenkyo | 18 aprilie 1990    | în listă |
| 5966 Tomeko        | 15 noiembrie 1990  | în listă |

| 5969 Ryuichiro    | 17 martie 1991    | în listă |
| 6088 Hoshigakubo  | 18 octombrie 1988 | în listă |
| 6237 Chikushi     | 4 februarie 1989  | în listă |
| 6244 Okamoto      | 20 august 1990    | în listă |
| 6302 Tengukogen   | 2 februarie 1989  | în listă |
| 6399 Harada       | 3 aprilie 1991    | în listă |
| 6449 Kudara       | 7 februarie 1991  | în listă |
| 6458 Nouda        | 2 octombrie 1992  | în listă |
| 6497 Yamasaki     | 27 octombrie 1992 | în listă |
| 6514 Torahiko     | 25 noiembrie 1987 | în listă |
| 6606 Makino       | 16 octombrie 1990 | în listă |
| 6660 Matsumoto    | 16 ianuarie 1993  | în listă |
| 6699 Igaueno      | 19 decembrie 1987 | în listă |
| 6720 Gifu         | 11 noiembrie 1990 | în listă |
| 6925 Susumu       | 24 octombrie 1993 | în listă |
| 6965 Niyodogawa   | 11 noiembrie 1990 | în listă |
| 6971 Omogokei     | 8 februarie 1992  | în listă |
| 7017 Uradowan     | 1 februarie 1992  | în listă |
| 7094 Godaisan     | 4 septembrie 1992 | în listă |
| 7125 Eitarodat    | 7 februarie 1991  | în listă |
| 7235 Hitsuzan     | 30 octombrie 1986 | în listă |
| 7274 Washioyama   | 21 martie 1982    | în listă |
| 7287 Yokokurayama | 10 noiembrie 1990 | în listă |
| 7289 Kamegamori   | 5 mai 1991        | în listă |
| 7410 Kawazoe      | 20 august 1990    | în listă |

| 7415 Susumuimoto   | 14 noiembrie 1990  | în listă |
| 7463 Oukawamina    | 20 septembrie 1985 | în listă |
| 7594 Shotaro       | 19 ianuarie 1993   | în listă |
| 7650 Kaname        | 16 octombrie 1990  | în listă |
| 7693 Hoshitakuhai  | 20 noiembrie 1982  | în listă |
| 8083 Mayeda        | 1 noiembrie 1988   | în listă |
| 8163 Ishizaki      | 27 octombrie 1990  | în listă |
| 8234 Nobeoka       | 3 noiembrie 1997   | în listă |
| 8367 Bokusui       | 23 octombrie 1990  | în listă |
| 8375 Kenzokohno    | 12 ianuarie 1992   | în listă |
| 8387 Fujimori      | 19 februarie 1993  | în listă |
| 8428 Okiko         | 3 noiembrie 1997   | în listă |
| 8485 Satoru        | 29 martie 1989     | în listă |
| 8492 Kikuoka       | 21 ianuarie 1990   | în listă |
| 8732 Campion       | 8 decembrie 1996   | în listă |
| 8877 Rentaro       | 19 ianuarie 1993   | în listă |
| 8957 Koujounotsuki | 22 martie 1998     | în listă |
| 9032 Tanakami      | 23 noiembrie 1989  | în listă |
| 9062 Ohnishi       | 27 noiembrie 1992  | în listă |
| 9063 Washi         | 17 decembrie 1992  | în listă |
| 9196 Sukagawa      | 27 noiembrie 1992  | în listă |
| 9198 Sasagamina    | 25 ianuarie 1993   | în listă |
| 9323 Hirohisasato  | 11 februarie 1989  | în listă |
| 9409 Kanpuzan      | 25 ianuarie 1995   | în listă |
| 9745 Shinkenwada   | 2 noiembrie 1988   | în listă |

| 9751 Kadota          | 20 august 1990    | în listă |
| 9756 Ezaki           | 12 februarie 1991 | în listă |
| 9852 Gora            | 24 decembrie 1990 | în listă |
| 9870 Maehata         | 24 februarie 1992 | în listă |
| 9964 Hideyonoguchi   | 13 februarie 1992 | în listă |
| 10078 Stanthorpe     | 30 octombrie 1989 | în listă |
| 10091 Bandaisan      | 11 noiembrie 1990 | în listă |
| 10094 Eijikato       | 20 februarie 1991 | în listă |
| 10167 Yoshiwatiso    | 31 ianuarie 1995  | în listă |
| 10300 Tanakadate     | 6 martie 1989     | în listă |
| 10321 Rampo          | 26 octombrie 1990 | în listă |
| 10547 Yosakoi        | 2 mai 1992        | în listă |
| 10791 Uson           | 8 februarie 1992  | în listă |
| 10803 Caléyo         | 21 octombrie 1992 | în listă |
| 10829 Matsuobasho    | 22 octombrie 1993 | în listă |
| 11288 Okunohosomichi | 10 decembrie 1990 | în listă |
| 11294 Kazu           | 4 februarie 1992  | în listă |
| 11296 Denzen         | 24 mai 1992       | în listă |
| 11304 Cowra          | 19 februarie 1993 | în listă |
| 11321 Tosimatumoto   | 21 februarie 1995 | în listă |
| 11361 Orbinskij      | 28 februarie 1998 | în listă |
| 11516 Arthurpage     | 6 martie 1991     | în listă |
| 11878 Hanamiyama     | 18 aprilie 1990   | în listă |
| 11925 Usubae         | 23 decembrie 1992 | în listă |
| 11927 Muntele Kent   | 16 ianuarie 1993  | în listă |

| 12084 Unno             | 22 martie 1998     | în listă |
| 12277 Tajimasatonokai  | 17 noiembrie 1990  | în listă |
| 12335 Tatsukushi       | 21 noiembrie 1992  | în listă |
| 12690 Kochimiraikagaku | 5 noiembrie 1988   | în listă |
| 12706 Tanezaki         | 15 octombrie 1990  | în listă |
| 12749 Odokaigan        | 2 februarie 1993   | în listă |
| 13015 Noradokei        | 14 decembrie 1987  | în listă |
| 13529 Yokaboshi        | 1 septembrie 1991  | în listă |
| 13553 Masaakikoyama    | 2 mai 1992         | în listă |
| 13569 Oshu             | 4 martie 1993      | în listă |
| 13918 Tsukinada        | 24 august 1984     | în listă |
| 13933 Charleville      | 2 noiembrie 1988   | în listă |
| 13978 Hiwasa           | 4 mai 1992         | în listă |
| 13989 Murikabushi      | 16 ianuarie 1993   | în listă |
| 14012 Amedee           | 6 decembrie 1993   | în listă |
| 14880 Moa              | 7 februarie 1991   | în listă |
| 15238 Hisaohori        | 2 februarie 1989   | în listă |
| 15252 Yoshiken         | 20 iulie 1990      | în listă |
| 15723 Girraween        | 20 septembrie 1990 | în listă |
| 15739 Matsukuma        | 9 martie 1991      | în listă |
| 16503 Ayato            | 15 octombrie 1990  | în listă |
| 16602 Anabuki          | 17 martie 1993     | în listă |
| 17461 Shigosenger      | 20 octombrie 1990  | în listă |
| 17465 Inawashiroko     | 11 noiembrie 1990  | în listă |
| 17508 Takumadan        | 3 mai 1992         | în listă |

| 17509 Ikumadan         | 4 mai 1992         | în listă |
| 18365 Shimomoto        | 17 noiembrie 1990  | în listă |
| (18400) 1992 WY3       | 25 noiembrie 1992  | în listă |
| 18609 Shinobuyama      | 30 ianuarie 1998   | în listă |
| 18644 Arashiyama       | 2 martie 1998      | în listă |
| 19156 Heco             | 20 septembrie 1990 | în listă |
| 19161 Sakawa           | 15 octombrie 1990  | în listă |
| 19197 Akasaki          | 6 martie 1992      | în listă |
| 19210 Higayoshihiro    | 25 decembrie 1992  | în listă |
| (20040) 1992 WT3       | 21 noiembrie 1992  | în listă |
| 20102 Takasago         | 31 ianuarie 1995   | în listă |
| 21014 Daishi           | 13 octombrie 1988  | în listă |
| 21016 Miyazawaseiroku  | 2 noiembrie 1988   | în listă |
| 21022 Ike              | 2 februarie 1989   | în listă |
| 21089 Mochizuki        | 8 februarie 1992   | în listă |
| 21126 Katsuyoshi       | 19 ianuarie 1993   | în listă |
| (21166) 1993 XH        | 6 decembrie 1993   | în listă |
| 21282 Shimizuyuka      | 14 octombrie 1996  | în listă |
| 23468 Kannabe          | 20 septembrie 1990 | în listă |
| (23478) 1991 BZ        | 21 ianuarie 1991   | în listă |
| 23504 Haneda           | 7 martie 1992      | în listă |
| 23587 Abukumado        | 2 octombrie 1995   | în listă |
| 24889 Tamurahosinomura | 11 decembrie 1996  | în listă |
| (26092) 1987 SF        | 16 septembrie 1987 | în listă |
| (26097) 1988 VJ1       | 6 noiembrie 1988   | în listă |

| (26123) 1992 OK        | 29 iulie 1992      | în listă |
| 26127 Otakasakajyo     | 19 ianuarie 1993   | în listă |
| 26151 Irinokaigan      | 2 octombrie 1994   | în listă |
| 26837 Yoshitakaokazaki | 7 septembrie 1991  | în listă |
| 27716 Nobuyuki         | 13 februarie 1989  | în listă |
| 27739 Kimihiro         | 17 octombrie 1990  | în listă |
| 27740 Obatomoyuki      | 20 octombrie 1990  | în listă |
| 27790 Urashimataro     | 13 februarie 1993  | în listă |
| 29157 Higashinihon     | 11 martie 1989     | în listă |
| 29186 Lacul Tekapo     | 26 octombrie 1990  | în listă |
| 29199 Himeji           | 17 martie 1991     | în listă |
| 29249 Hiraizumi        | 26 septembrie 1992 | în listă |
| 29252 Konjikido        | 25 ianuarie 1993   | în listă |
| 29337 Hakurojo         | 6 ianuarie 1995    | în listă |
| (30838) 1991 CM1       | 7 februarie 1991   | în listă |
| 30879 Hiroshikanai     | 25 mai 1992        | în listă |
| 30888 Okitsumisaki     | 19 ianuarie 1993   | în listă |
| 32858 Kitakamigawa     | 25 ianuarie 1993   | în listă |
| 35076 Yataro           | 21 ianuarie 1990   | în listă |
| 35093 Akicity          | 14 martie 1991     | în listă |
| 37729 Akiratakao       | 14 octombrie 1996  | în listă |
| 39558 Kishine          | 24 mai 1992        | în listă |
| 39566 Carllewis        | 26 septembrie 1992 | în listă |
| 39712 Ehimedaigaku     | 14 octombrie 1996  | în listă |
| 39809 Fukuchan         | 30 noiembrie 1997  | în listă |

| 42566 Ryutaro          | 3 decembrie 1996  | în listă |
| (43792) 1990 VY1       | 11 noiembrie 1990 | în listă |
| 43794 Yabetakemoto     | 19 decembrie 1990 | în listă |
| (43803) 1991 RH2       | 7 septembrie 1991 | în listă |
| (43857) 1993 VP2       | 15 noiembrie 1993 | în listă |
| 46580 Ryouichiirie     | 2 aprilie 1992    | în listă |
| (46592) 1992 YP        | 16 decembrie 1992 | în listă |
| 46595 Kita-Kyushu      | 29 decembrie 1992 | în listă |
| 46596 Tobata           | 16 ianuarie 1993  | în listă |
| 48482 Oruki            | 5 februarie 1992  | în listă |
| 48495 Ryugado          | 16 ianuarie 1993  | în listă |
| 52285 Kakurinji        | 30 iulie 1990     | în listă |
| 52455 Masamika         | 6 ianuarie 1995   | în listă |
| (58164) 1989 WV3       | 20 noiembrie 1989 | în listă |
| 58184 Masayukiyamamoto | 7 septembrie 1991 | în listă |
| 58185 Rokkosan         | 7 septembrie 1991 | în listă |
| 65716 Ohkinohama       | 25 ianuarie 1993  | în listă |
| 65894 Echizenmisaki    | 30 ianuarie 1998  | în listă |
| 79130 Bandanomori      | 26 octombrie 1990 | în listă |
| 79149 Kajigamori       | 27 octombrie 1992 | în listă |
| 79152 Abukumagawa      | 17 martie 1993    | în listă |
| 90713 Chajnantor       | 11 noiembrie 1990 | în listă |
| 120462 Amanohashidat   | 26 octombrie 1990 | în listă |
| 237276 Nakama          | 2 decembrie 2008  | în listă |
| (321821) 2010 RT46     | 3 septembrie 2010 | în listă |

## Legături externe
- Pagina lui Tsutomu Seki Arhivat în 13 iunie 2017, la Wayback Machine.
- Listă de planete minore descoperite de Tsutomu Seki, până în august 2011